# 安诺内威尼托
安诺内威尼托（義大利語：Annone Veneto）是意大利威尼托大区威尼斯省的一个市镇。总面积25平方公里，人口3961人，人口密度158.4人/平方公里（2009年）。国家统计（ISTAT）代码为027001。

## 友好城市
- 法國 圣阿斯捷